# Courtney Shealy
Courtney Amanda Shealy (Columbia, Južna Karolina, 12. prosinca 1977.) je američka plivačica.
Dvostruka je olimpijska pobjednica i osvajačica dvije srebrne medalje na svjetskim prvenstvima u plivanju